# STS-5
STS-5 či Columbia STS-5 byla mise raketoplánu Columbia, která se uskutečnila ve dnech 11. listopadu až 16. listopadu 1982. Jednalo se o pátý let raketoplánu, pátý let raketoplánu Columbia a první operační let. Poprvé kromě pilotů letěli též letoví specialisté. Cílem letu bylo vypuštění dvou komunikačních družic typu Hughes HS 376: SBS-3 a Anik-C3.

## Posádka
- Vance Brand (2), velitel
- Robert Overmyer (1), pilot
- Joseph Allen (1), letový specialista 1
- William Lenoir (1), letový specialista 2

(v závorkách je uveden dosavadní počet letů do vesmíru včetně této mise)

## Příprava na let
Koncem srpna 1982 byla ve VAB dokončeno sestavení kompletu ET-SRB. Od 13. září pak probíhaly zkoušky spojení družicového stupně s hlavní palivovou nádrží ET. Po skončení zkoušek a úspěšném průběhu simulovaného startu byla 21. září Columbia převezena na startovací rampu 39-A. Obě družice byly do nákladového prostoru vloženy 18. října. Po úspěšném ukončení všech testů bylo 7. listopadu zahájeno závěrečné odpočítávání.

## Průběh letu
Start proběhl bez odložení v přesně stanovený čas - 11. listopadu v 07:19 východoamerického času. Start proběhl bez problémů a po dvou zážezích motorů OMS byl raketoplán naveden na dráhu 97-293 km a po závěrečné korekci na kruhovou dráhu ve výšce 296 km. Po otevření dveří nákladového prostoru a otevření krytů družic se posádka začala připravovat na vypuštění první družice - SBS-3. Obě družice byly vypuštěny prakticky bez problémů. Družice Anik-C3 však po úspěšném vypuštění nevysílala telemetrii a ani nepřijímala signály ze Země. Využitím vhodných poloh se však technikům ze Země nakonec podařilo komunikační anténu družice přepojit.
V 5. den letu proběhlo testování skafandrů pro plánovaný výstup do vesmíru. Ani jeden skafandr však nebyl úplně v pořádku. Na základě rad ze Země se Lenoir s Allenem pokoušeli závady odstranit, ale nepodařilo se jim to. Výstup do otevřeného prostoru se tedy neuskutečnil. První výstup do vesmíru tak proběhl až při následujícím letu STS-6. Tento fakt trochu zkazil úspěch mise, která však skončila bezproblémovým přistáním. Při 81. oběhu Columbia zapálila motory OMS na 2 min 21 s. Raketoplán vstoupil do atmosféry 7482 km od místa přistání na Edwards AFB při rychlosti 7921 m/s. Dosednutí na přistávací dráhu proběhlo ve 14:33:34 UT. Dojezd měřil 2914 m.